# Bảo tàng Quai Branly – Jacques Chirac

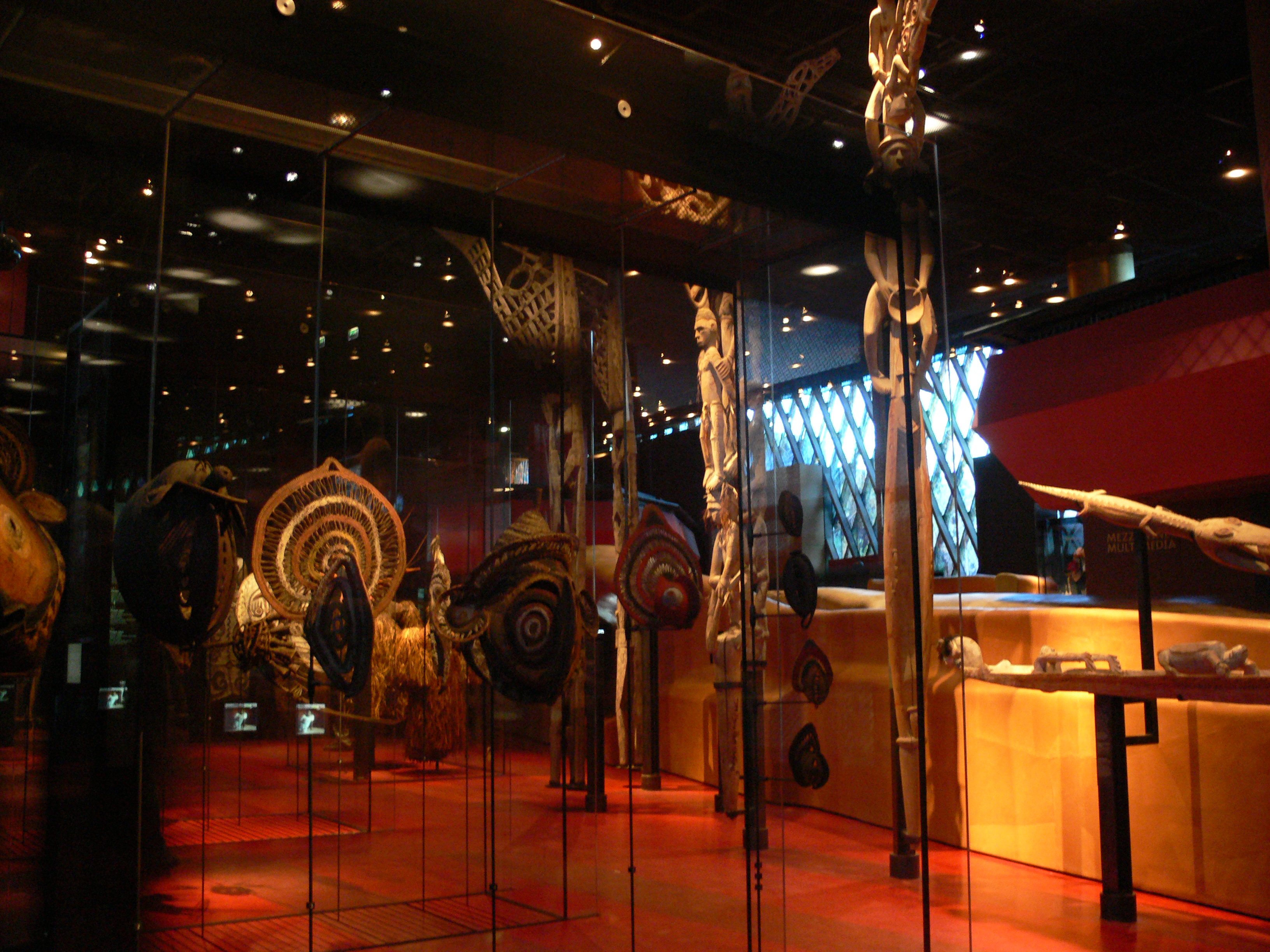
Quang cảnh của phòng triển lãm Châu Phi

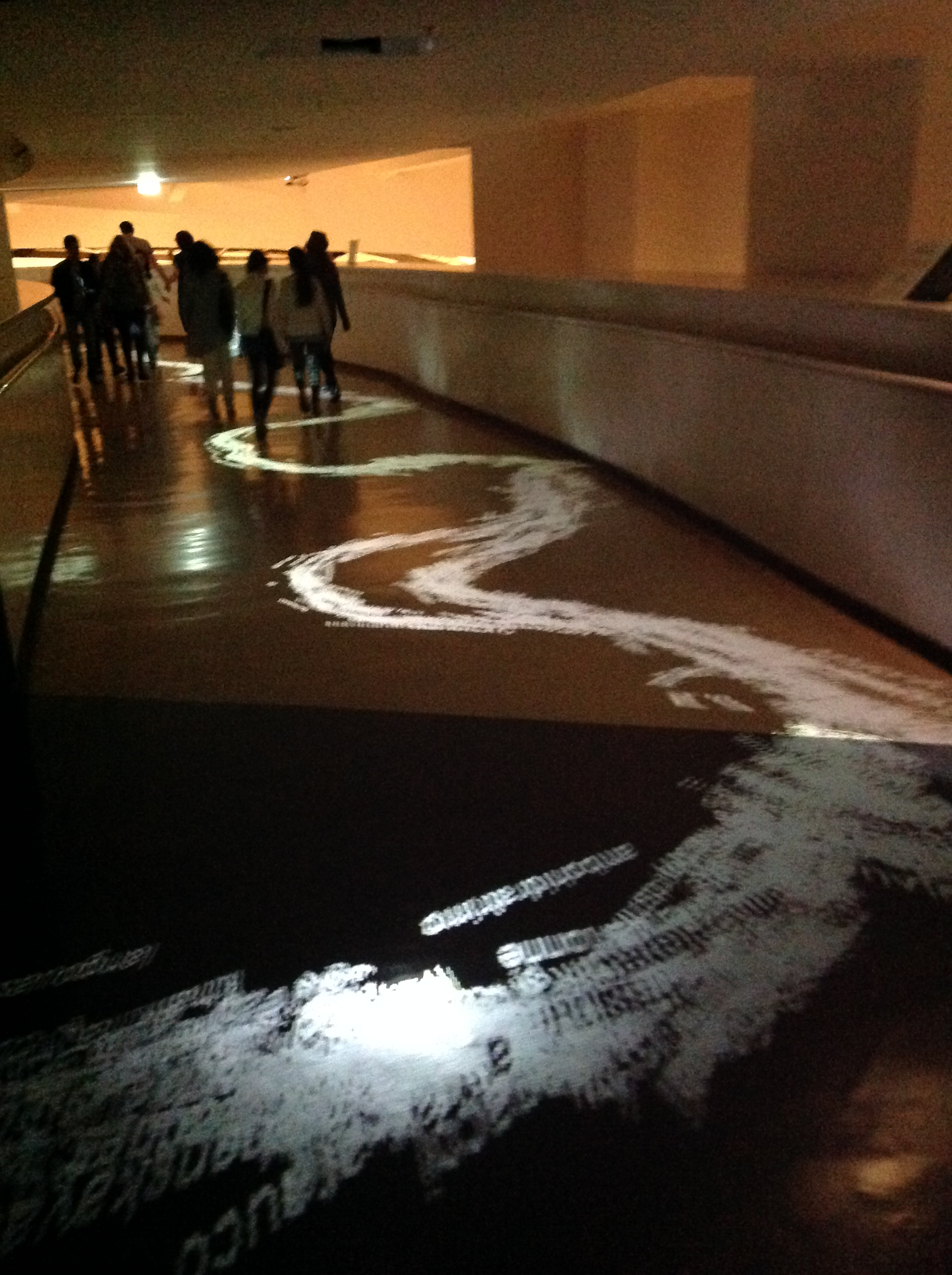
Một dòng chữ chuyển động, được gọi là "Dòng sông", một tác phẩm nghệ thuật của Charles Sandison, chảy xuống đoạn đường dốc quanh co dẫn từ lối vào của bảo tàng đến các phòng trưng bày chính

Bảo tàng Quai Branly (tiếng Pháp: Musée du quai Branly – Jacques Chirac) (phát âm tiếng Pháp: [myze dy ke bʁɑ̃li ʒak ʃiʁak]) là một bảo tàng về văn minh châu Á, châu Phi, châu Mỹ và châu Đại Dương nằm ở quận 7 thành phố Paris. Đây là một bảo tàng do kiến trúc sư người Pháp Jean Nouvel thiết kế, nhằm để giới thiệu nghệ thuật và văn hóa bản địa của Châu Phi, Châu Á, Châu Đại Dương và Châu Mỹ. Bộ sưu tập của bảo tàng bao gồm hơn một triệu hiện vật (hiện vật dân tộc học, ảnh, tài liệu, v.v.), trong đó 3.500 được trưng bày tại bất kỳ thời điểm nào, trong cả các cuộc triển lãm chuyên đề vĩnh viễn và tạm thời. Tuyển chọn các đồ vật từ bảo tàng cũng được trưng bày trong Pavillon des Sessions của Louvre.
Bảo tàng Quai Branly mở cửa vào năm 2006 và là bảo tàng mới nhất trong số các bảo tàng lớn ở Paris, từng đón 1,15 triệu lượt khách vào năm 2016. Bảo tàng do Bộ Văn hóa và Truyền thông Pháp và Bộ Giáo dục Đại học và Nghiên cứu đồng quản lý, vừa là bảo tàng vừa là trung tâm nghiên cứu. Musée du quai Branly nằm ở Quận 7 của Paris, trên bờ trái của Seine, gần Tháp Eiffel và Pont de l'Alma .
Bảo tàng cũng vướng nhiều tranh cãi khi một số người kêu gọi hồi hương các bộ sưu tập từng được mua lại thông qua các cuộc chinh phục thuộc địa.

## Lịch sử

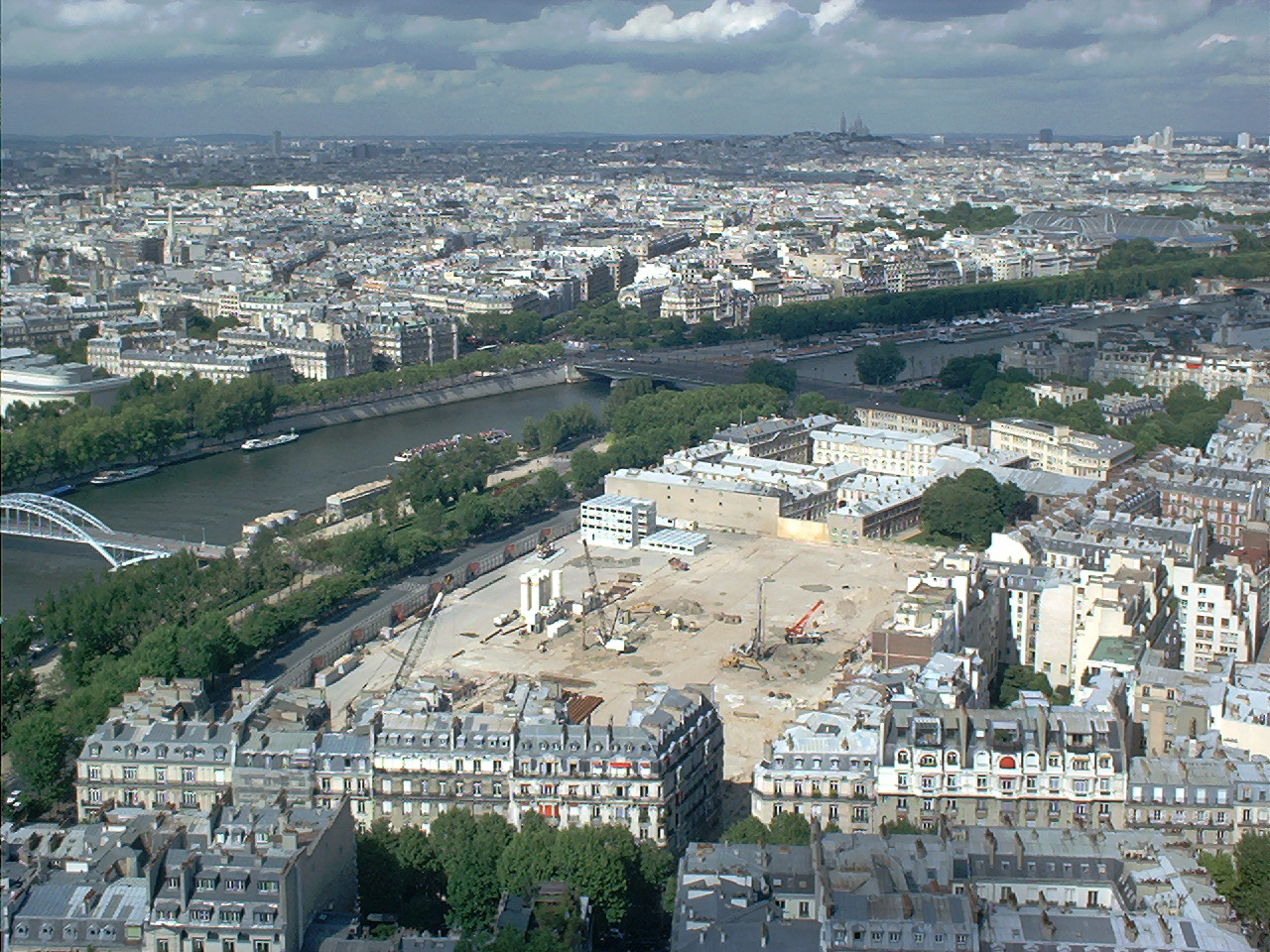
Musée du quai Branly khi đang được xây dựng, tháng 5 năm 2000

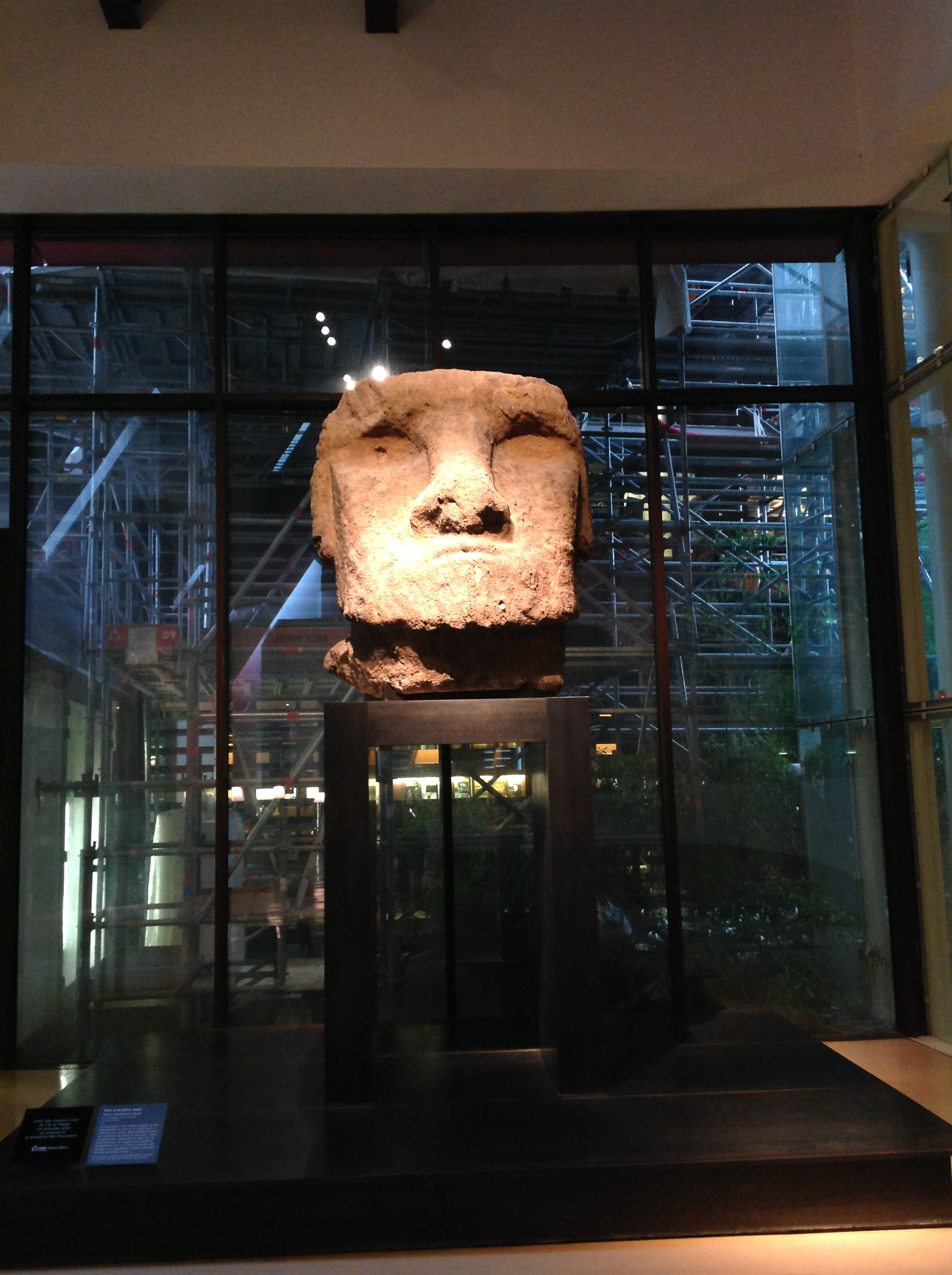
Đầu của tổ tiên Moai từ Đảo Phục sinh (thế kỷ 11 - 15), được Chuẩn đô đốc người Pháp Lapelin mang đến Pháp năm 1872, hiện đang ở sảnh vào của bảo tàng

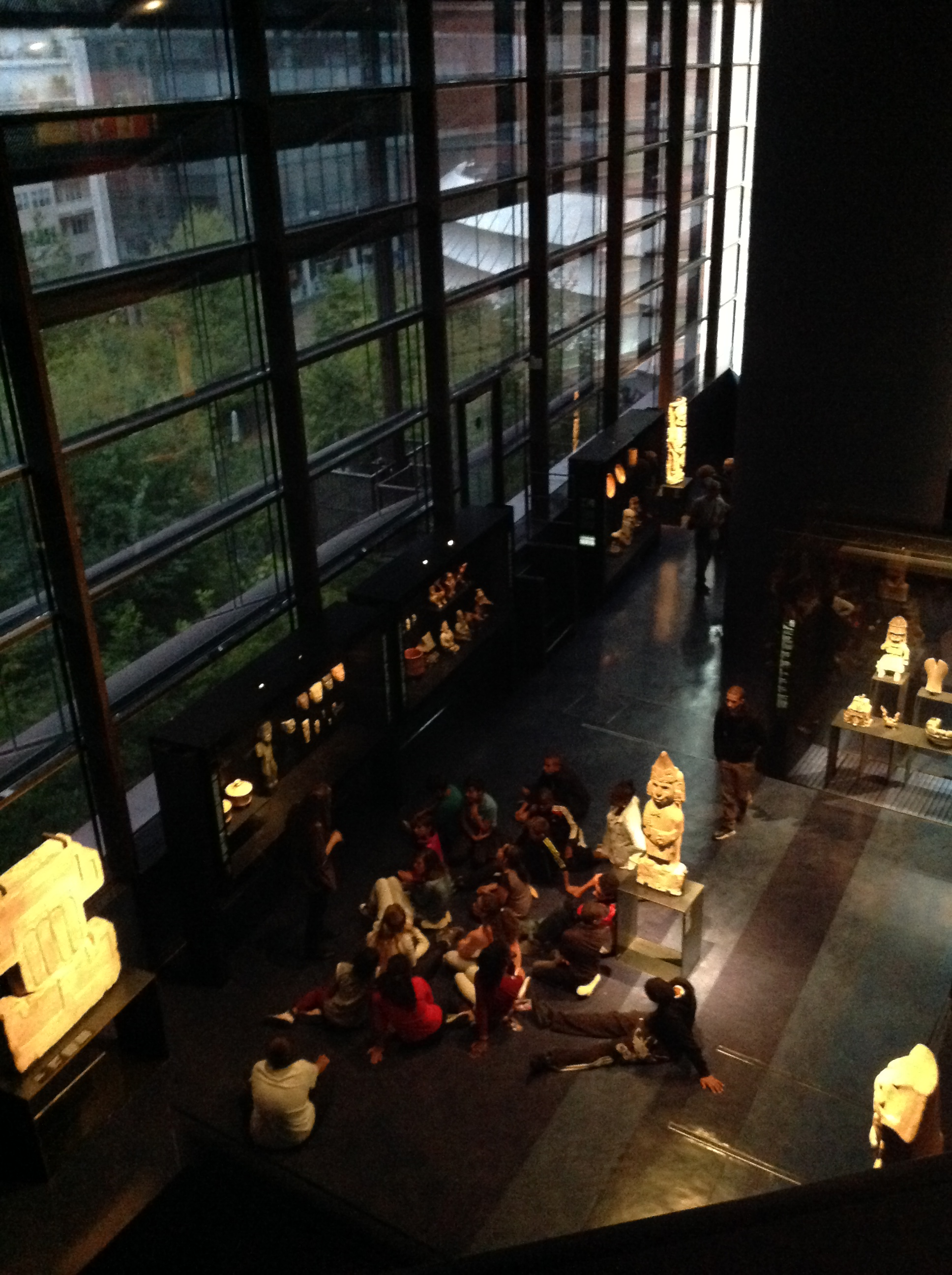
Học sinh tham quan phòng trưng bày Châu Mỹ, nhìn từ tầng lửng

Theo truyền thống của các tổng thống Pháp, việc xây dựng các bảo tàng có thể coi là đài kỷ niệm cho thời gian tại vị của họ, ví dụ như các Tổng thống Georges Pompidou (Trung tâm Georges Pompidou); Valéry Giscard d'Estaing (Musée d'Orsay) và François Mitterrand (Grand Louvre), dự án bảo tàng mới tôn vinh nghệ thuật của châu Mỹ, Châu Phi, Châu Á và Châu Đại Dương đã được hoàn thành dưới thời Tổng thống Jacques Chirac.
Kể từ nửa đầu thế kỷ 20, một số trí thức và nhà khoa học Pháp, bao gồm André Malraux, André Breton, và Claude Lévi-Strauss, đã kêu gọi thành lập một bảo tàng duy nhất và quan trọng ở Paris, dành riêng cho nghệ thuật và văn hóa của người bản địa trong các lãnh thổ thuộc địa, vốn được coi là những dân tộc nguyên thủy không có nền văn hóa riêng đối với khoa học thời đó và nghệ thuật phi châu Âu được coi là nghệ thuật kỳ lạ, dựa trên những bộ sưu tập lớn do các nnhà thám hiểm, truyền giáo, khoa học và dân tộc học người Pháp thu thập. Một nhà dân tộc học và nhà sưu tầm nghệ thuật tên làJacques Kerchache đã đưa ra đề xuất về một bảo tàng như vậy trong một tuyên ngôn năm 1990 trên tờ báo  Libération, được gọi là "Những kiệt tác của toàn bộ thế giới được sinh ra tự do và bình đẳng." Bản tuyên ngôn được ký bởi ba trăm nghệ sĩ, nhà văn, triết học, nhân chủng học và sử học nghệ thuật. Ý tưởng này của Kerchache gây sự chú ý cho Jacques Chirac, lúc đó đang là Thị trưởng Paris, và sau đó ông trở thành cố vấn của ngài Thị trưởng. Khi Chirac được bầu làm tổng thống của Pháp vào năm 1995, ngay năm sau đó, ông công bố thành lập một bảo tàng mới kết hợp các bộ sưu tập của hai bảo tàng khác nhau:
- 25.000 đồ vật của Musée national des Arts d'Afrique et d'Océanie (MAAO hoặc Bảo tàng Quốc gia về Nghệ thuật Châu Phi và Châu Đại Dương), ban đầu được tạo ra cho Triển lãm Thuộc địa năm 1931, và sau đó được làm lại vào năm 1961 bởi André Malraux, Bộ trưởng Bộ Văn hóa dưới thời Tổng thống Charles DeGaulle, thành một bảo tàng dành riêng cho các nền văn hóa của những người nước ngoài thuộc Pháp.
- Các bộ sưu tập của phòng thí nghiệm dân tộc học của Musée de l'Homme ("Bảo tàng Con người"), được tạo ra cho Triển lãm Paris năm 1937 và chứa 250.000 đồ vật.

Tuy nhiên, hai viện bảo tàng có bộ sưu tập rất khác nhau về mục đích và cách tiếp cận; MAAO trước hết là một bộ sưu tập nghệ thuật, do các nhà sử học và bảo tồn nghệ thuật điều hành, trong khi Bảo tàng Con người do các nhà dân tộc học và nhân học điều hành, và quan tâm nhất đến bối cảnh văn hóa xã hội và cách sử dụng của các đồ vật. Kết quả của sự phân chia này, bảo tàng mới được đặt dưới quyền hai bộ khác nhau; Bộ Giáo dục, cơ quan giám sát việc giảng dạy và nghiên cứu dân tộc học; và Bộ Văn hóa và Truyền thông, cơ quan giám sát nghệ thuật.
Ngoài những bộ sưu tập hiện có này, được thu thập bởi các nhà thám hiểm người Pháp và các nhà dân tộc học từ khắp nơi trên thế giới, các giám đốc của bảo tàng mới đã mua thêm mười nghìn đồ vật.
Liên kết đầu tiên của bảo tàng là mở một phòng trưng bày mới trong Bảo tàng Louvre, khu Pavillon des Sessions, dành riêng cho những gì được gọi là nghệ thuật hàng đầu, nghệ thuật đầu tiên. Phần mới gặp phải sự phản kháng ngay lập tức; những người theo chủ nghĩa truyền thống cảm thấy rằng loại hình nghệ thuật này không thuộc về Louvre, trong khi nhiều nhà dân tộc học cảm thấy rằng nó có nguy cơ tách các bộ sưu tập thành hai phần, với những đồ vật tốt nhất sẽ đến Louvre. Vấn đề đã được giải quyết bằng một sắc lệnh của Tổng thống Chirac và chính phủ của Thủ tướng Lionel Jospin vào ngày 29 tháng 7 năm 1998, để xây dựng một bảo tàng hoàn toàn mới tại số 29-55 quai Branly trên bờ sông Seine không xa Tháp Eiffel ở quận 7 của Paris. Tháng 12 năm 1998, bảo tàng chính thức được thành lập và Stéphane Martin được bổ nhiệm làm chủ tịch.
Địa điểm được chọn cho bảo tàng mới, có diện tích 25.000 mét vuông, đa phần trưng bày các bộ sưu tập của tòa nhà thuộc Bộ Tái thiết và Đô thị. Tổng thống François Mitterrand ban đầu dự định nó cho một trong những dự án lớn của ông, một trung tâm hội nghị quốc tế, nhưng dự án đó đã bị bỏ dở vì sự phản đối dữ dội của cư dân khu vực xung quanh. Đầu năm 1999, ban giám khảo được thành lập và tổ chức cuộc thi quốc tế để tuyển chọn kiến trúc sư. Người giành chiến thắng là kiến trúc sư người Pháp Jean Nouvel, ông từng có các công trình lớn khác bao gồm Viện Thế giới Ả Rập (1970), và Fondation Cartier (1991-94) ở Paris, công trình cải tạo Nhà hát Opera Lyon (1986–93), Palais de Justice ở Nantes, và Parc Poble Nou ở Barcelona (2001).
Trong thiết kế cho bảo tàng mới, Nouvel đã tính đến những lời chỉ trích của những người hàng xóm từng ngăn cản dự án Mitterrand. Bảo tàng mới được thiết kế để càng khuất tầm nhìn càng tốt; tòa nhà chính được thiết kế để có vẻ thấp hơn so với các tòa nhà xung quanh, và phần lớn bị che khuất tầm nhìn bởi các khu vườn. Hình dạng của tòa nhà chính ôm theo đường cong của sông Seine và ba tòa nhà hành chính được xây dựng để hài hòa với các tòa nhà thời Haussmann bên cạnh.
Trong nỗ lực tạo ra "một địa điểm ban đầu có thể thực hiện công bằng cho sự đa dạng vô hạn của các nền văn hóa", bảo tàng thiết kế theo cách được cho là mang lại cảm giác cởi mở và hòa nhập. Nouvel đã thiết kế nội thất của bảo tàng theo cách giải phóng các hiện vật khỏi các ảnh hưởng kiến trúc phương Tây của chúng bằng cách bỏ các rào cản và lan can trong các không gian trưng bày. Không có rào cản vật lý hoặc không gian ngăn cách bốn khu vực địa lý chính, vì vậy du khách có thể thực hiện một "hành trình" mô phỏng bằng cách đi từ lục địa này sang lục địa khác. Các nhãn tên hầu như được giấu kín và các mảng có bối cảnh lịch sử được viết ngắn gọn và khái quát, theo cách dường như nhấn mạnh chất lượng thẩm mỹ hơn là lịch sử văn hóa của chúng.
Bảo tàng mới bắt đầu xây dựng vào đầu năm 2001 và hoàn thành năm 2005. Musée du quai Branly khánh thành ngày 20 tháng 6 năm 2006 và mở cửa cho công chúng  ngày 23 tháng 6.

## Bộ sưu tập hiện vật

Musée du Quai Branly

Bảo tàng có các bộ sưu tập của Musée national des Arts d'Afrique et d'Océanie và dân tộc học của Musée de l'Homme, cộng với việc mua lại gần đây các đối tượng. Bộ sưu tập có 300.000 tác phẩm, 700.000 bức ảnh, 320.000 tài liệu, 10.000 nhạc cụ và 25.000 mẫu dệt hoặc quần áo. Khu vực sưu tập trưng bày khoảng 3500 hiện vật, luân phiên 500 hiện vật mỗi năm. Bảo tàng có cả các cuộc triển lãm cố định và các cuộc triển lãm lớn thay đổi sáu tháng một lần. Bảo tàng cũng có các cuộc triển lãm chuyên đề bao gồm mặt nạ và vải tapa từ châu Đại Dương, trang phục từ châu Á, nhạc cụ và hàng dệt từ châu Phi.
Các cuộc triển lãm tạm thời tại Bảo tàng liên quan đến nhiều chủ đề và chủ đề khác nhau. Chủ đề của các cuộc triển lãm vào mùa hè năm 2014 bao gồm lịch sử và văn hóa xăm mình, áp phích tuyên truyền từ Việt Nam và triển lãm về ảnh hưởng của văn hóa Châu Đại Dương đối với văn hóa đại chúng của Mỹ trong thế kỷ 20. Cuộc triển lãm cuối cùng này, được gọi là "Tiki Pop", giới thiệu các bộ phim, áp phích, âm nhạc, quần áo và sự tái hiện của một "tiki bar" theo chủ đề Polynesia từ những năm 1960.
Trong số các bộ sưu tập đồ vật dân tộc học từ Châu Phi, Châu Á, Châu Mỹ và Châu Đại Dương, bảo tàng có những bộ sưu tập đồ vật đáng chú ý, được thu thập trong thời Pháp thuộc ở Bắc Mỹ, từ Quebec đến Louisiana, vào thế kỷ 17 và 18. Một nhóm vật phẩm khác thể hiện vai trò của những người phụ nữ đi du ngoạn trong thế kỷ 18 và 19. Nó cũng có một bộ sưu tập các bức tranh của Thổ dân Úc, đặc biệt là các bức tranh vẽ trên cây bạch đàn sủa. Một số nhỏ các đồ vật được sưu tầm của bảo tàng thường xuyên được trưng bày trong Pavillon des Sessions của Bảo tàng Louvre.

## Các đối tượng được chọn từ các bộ sưu tập

### Bộ sưu tập Châu Phi

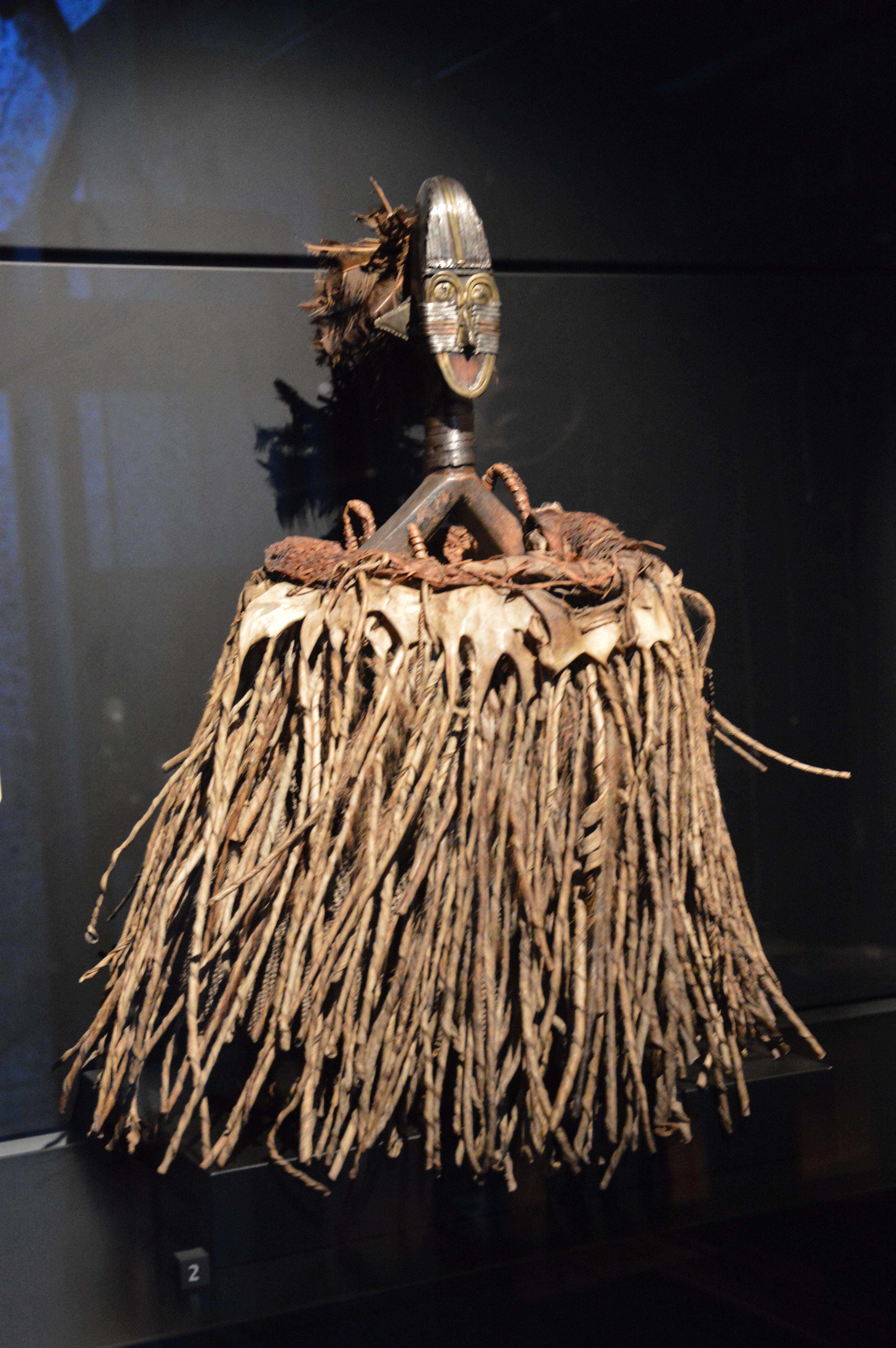
Một thánh tích từ những người Sango của Gabon (thế kỷ 19th)
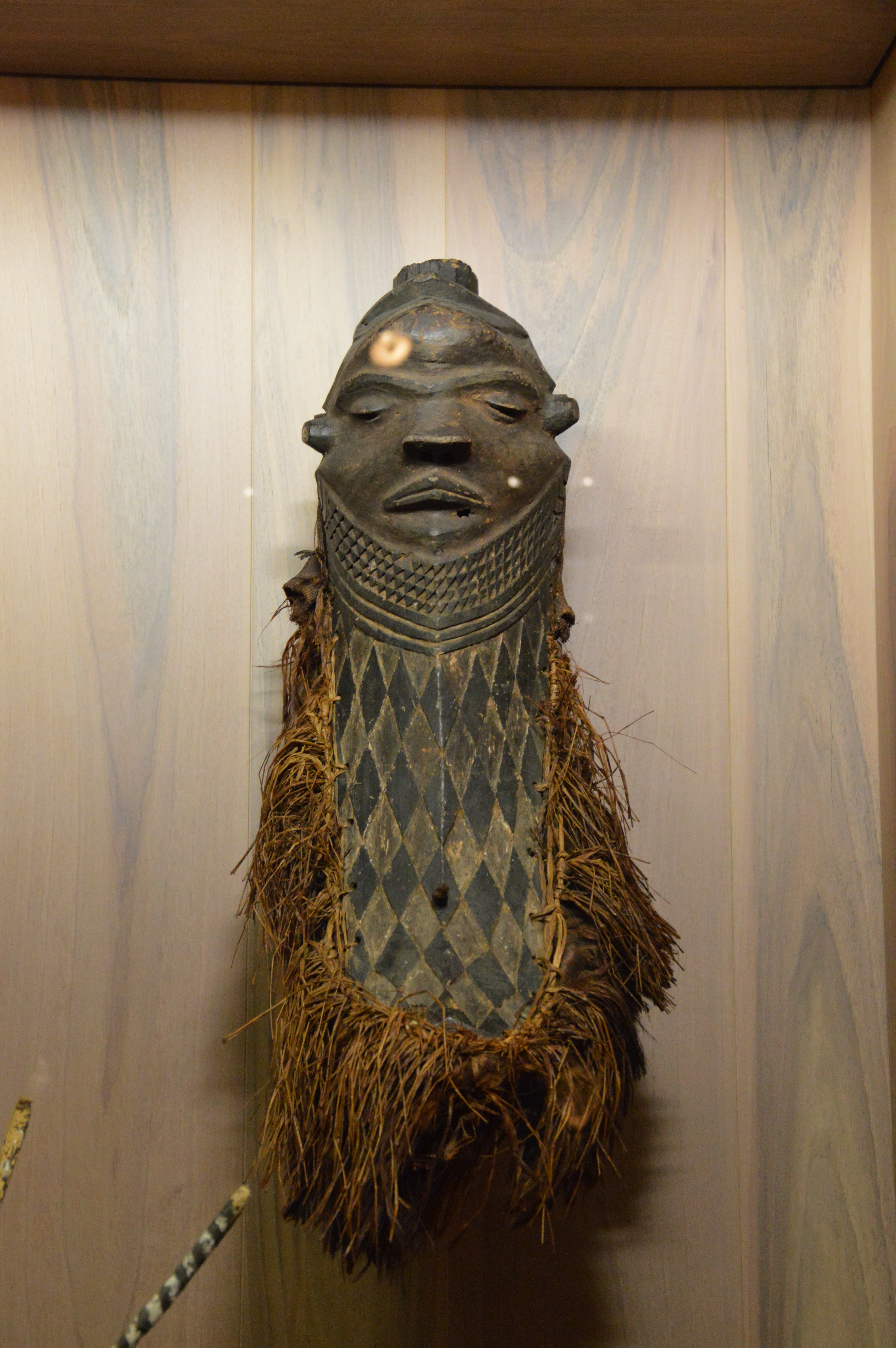
Mặt nạ của người Pendé ở Congo (thế kỷ 20)
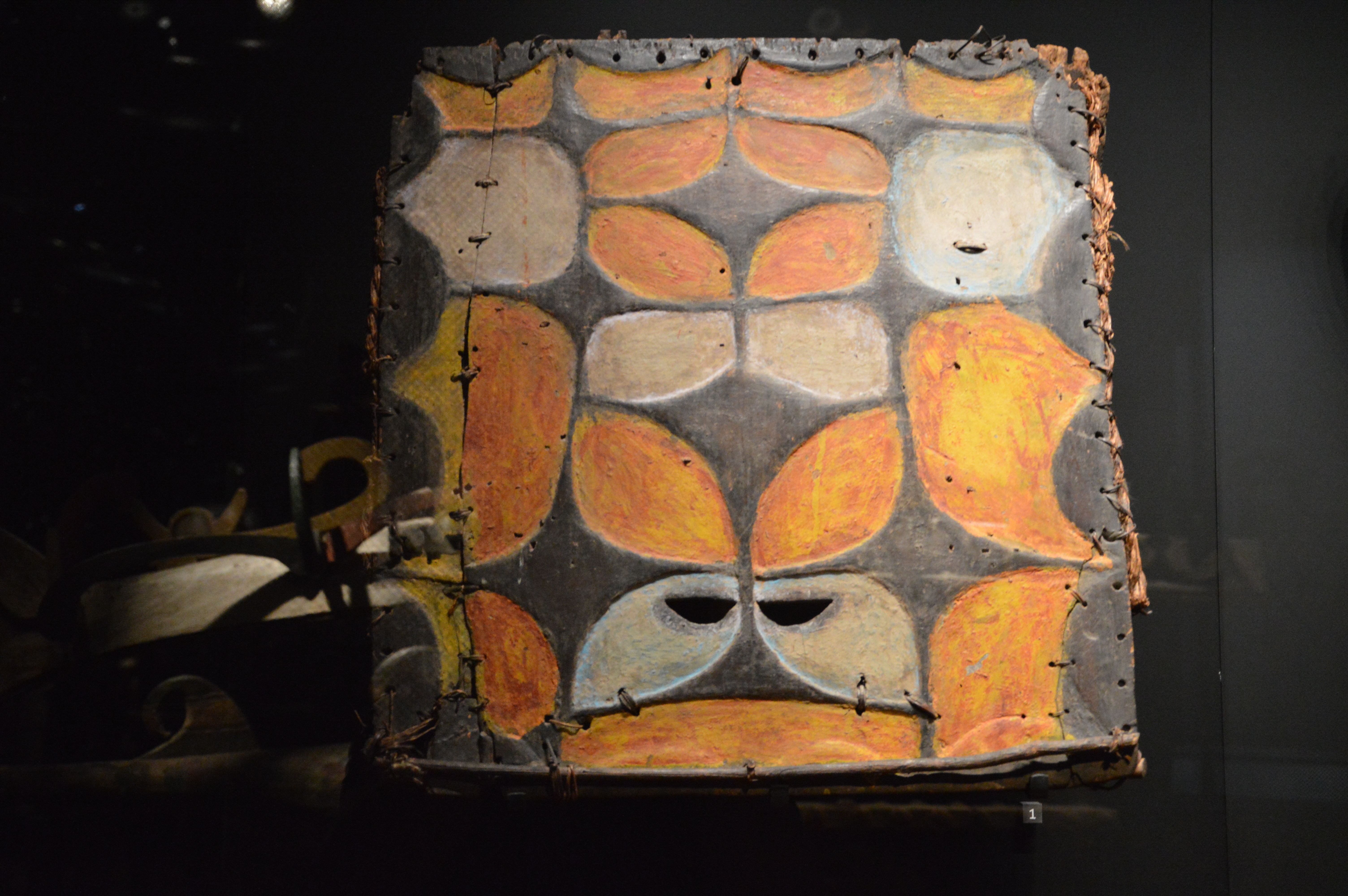
Mặt nạ của người Eket, Nigeria, (thế kỷ 20)
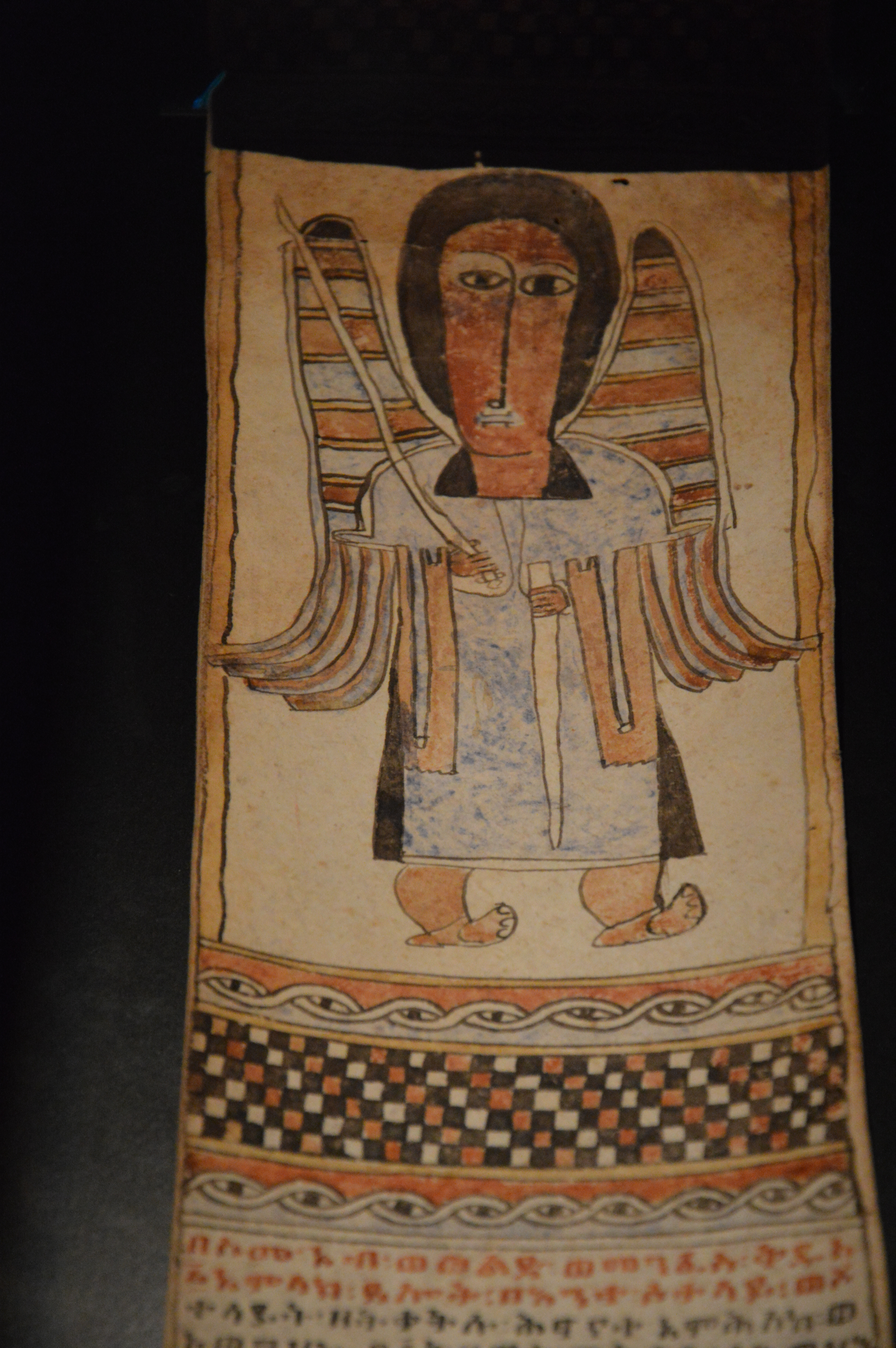
Thần hộ mệnh, Ethiopia (thế kỷ 19)

### Bộ sưu tập Châu Á

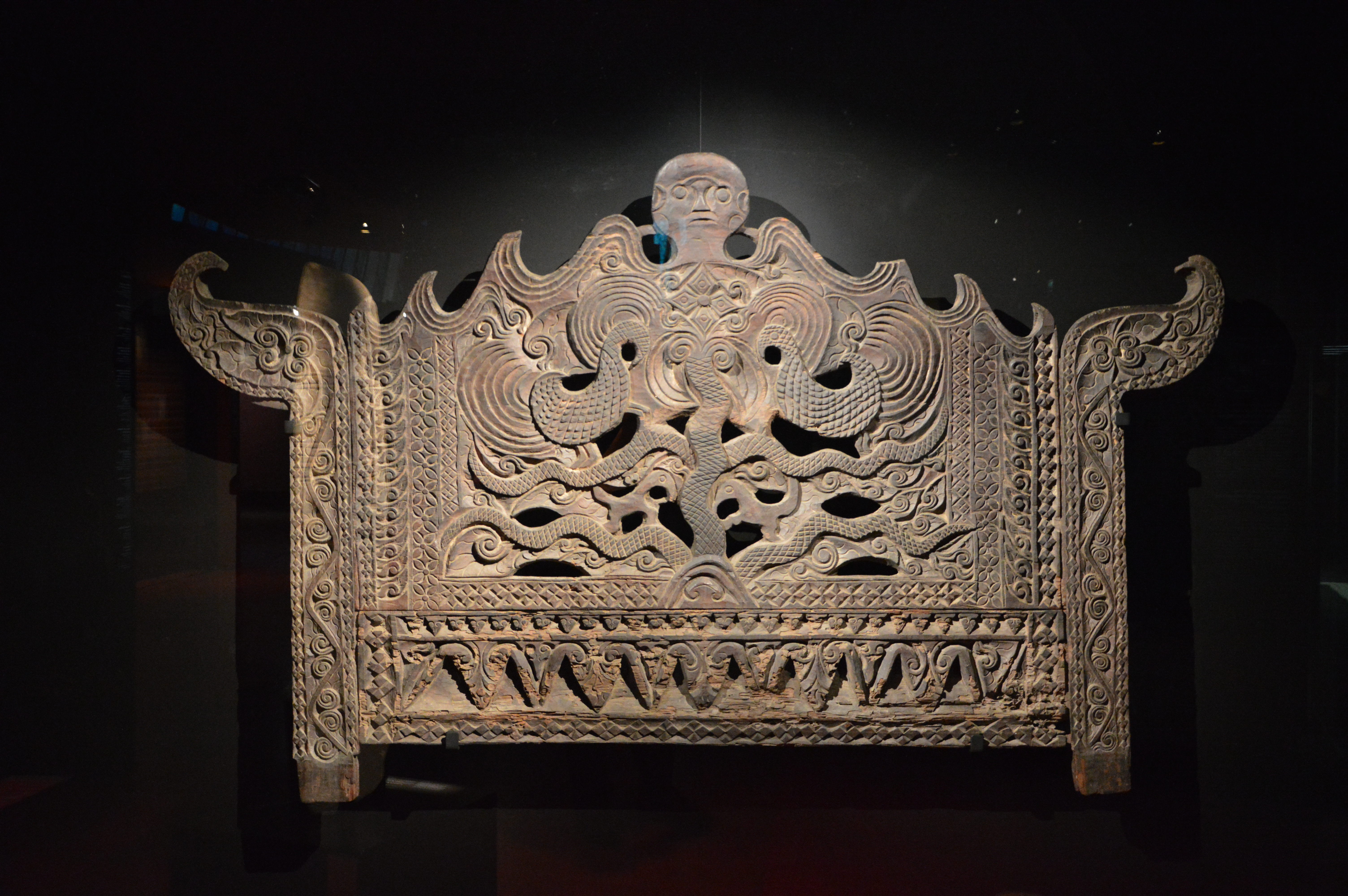
Lưng ghế danh dự, của người Abung trên đảo Sumatra ở Indonesia (thế kỷ 19)
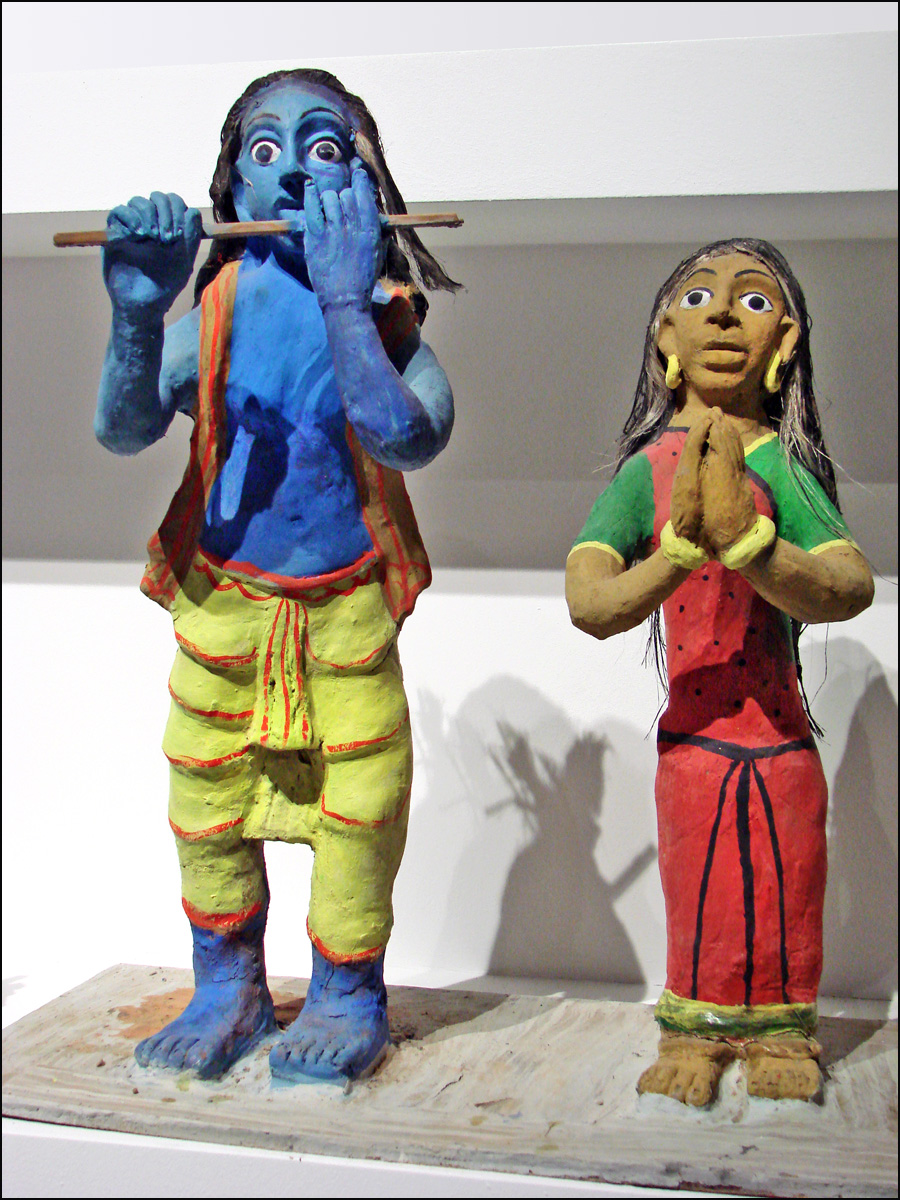
Bức tượng của Sundaribai từ quận Surguja ở Chhattisgarh, Ấn Độ (thế kỷ 20)
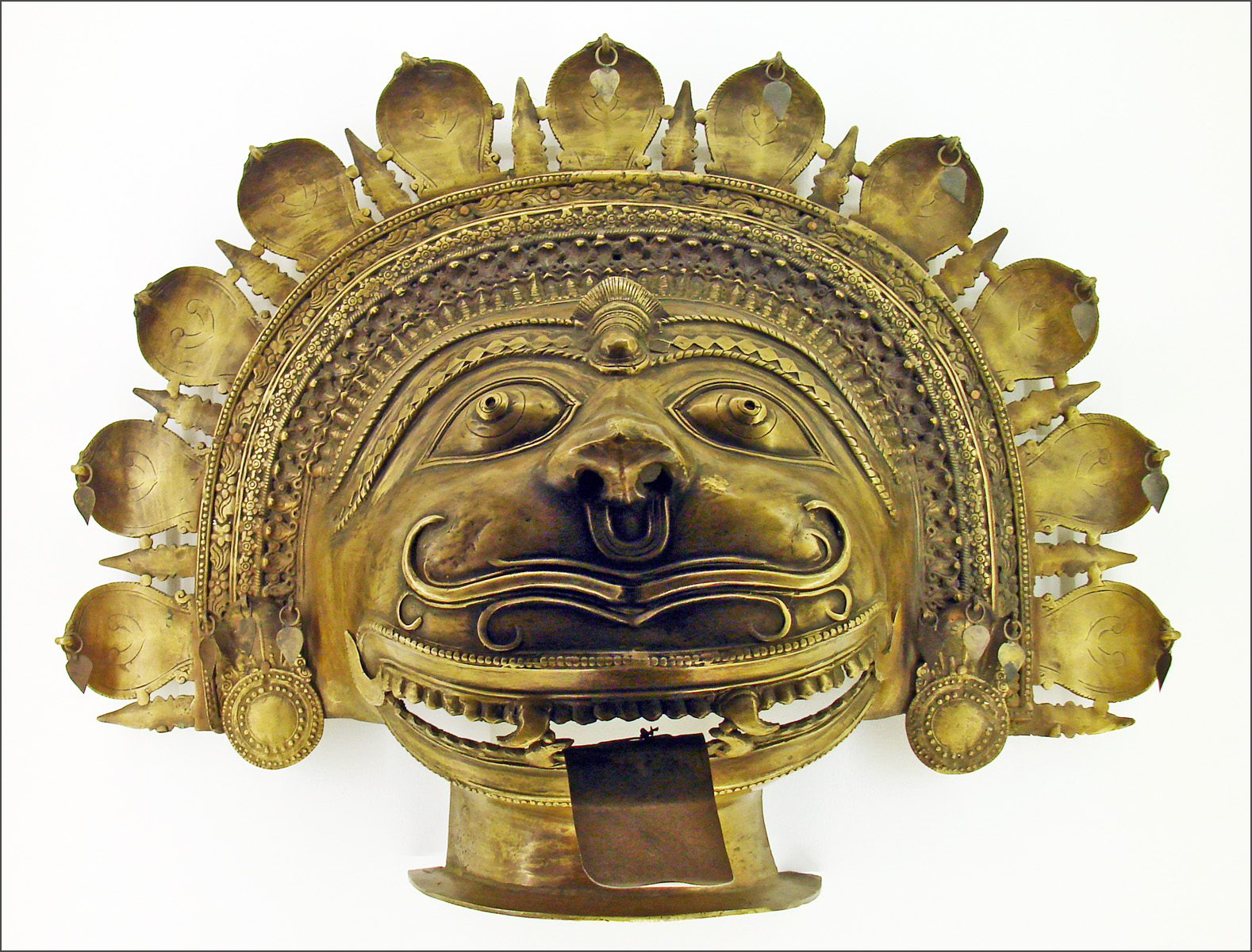
Mặt nạ nghi lễ từ Ấn Độ (thế kỷ 20)
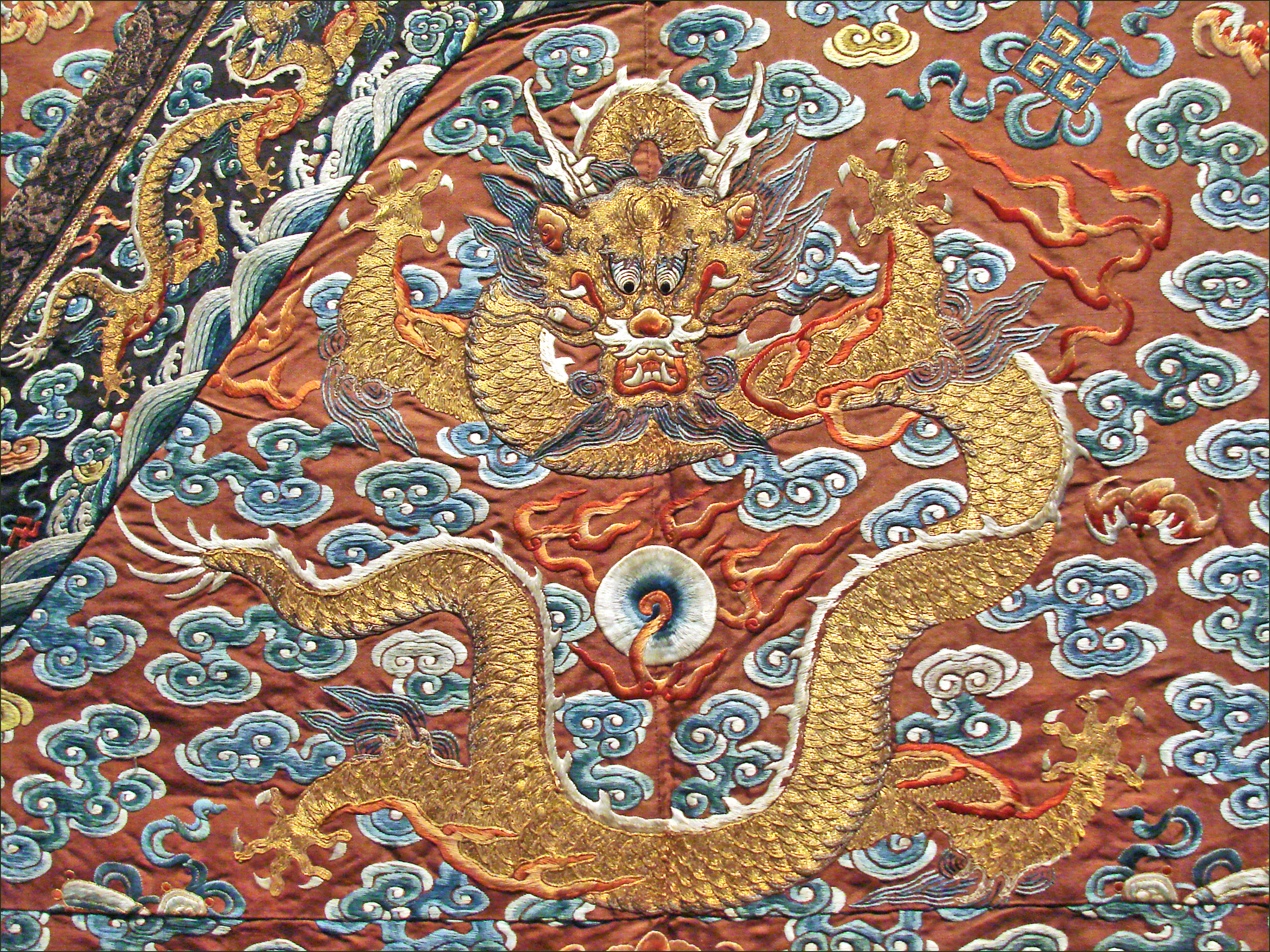
Áo choàng của một chức sắc, Trung Quốc (thế kỷ 19)

### Bộ sưu tập Châu Mỹ

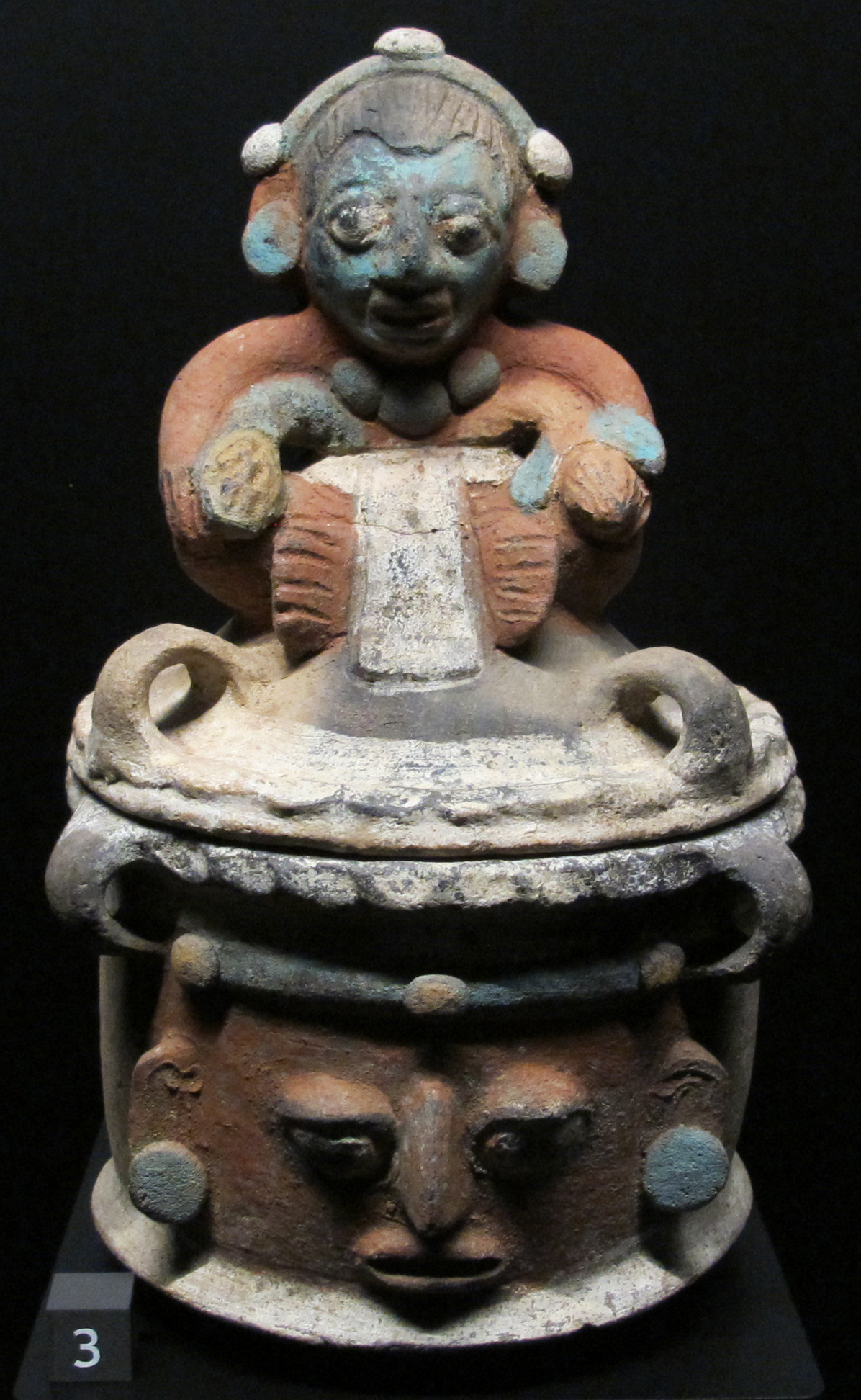
Thùng chứa của người Maya từ Guatemala, 600-800 sau Công nguyên
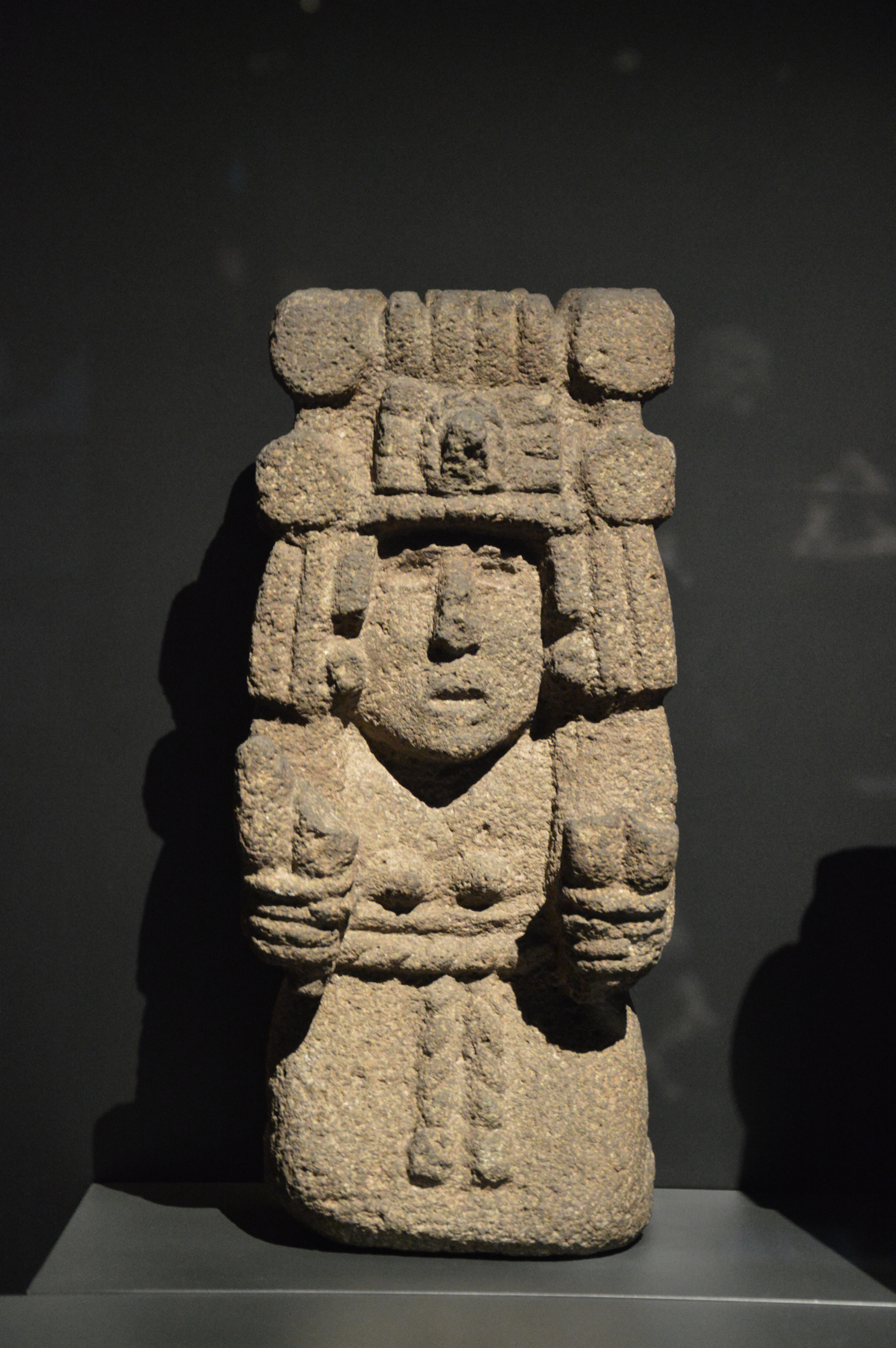
Tượng của người Aztec về Chicomecoatl, nữ thần ngô
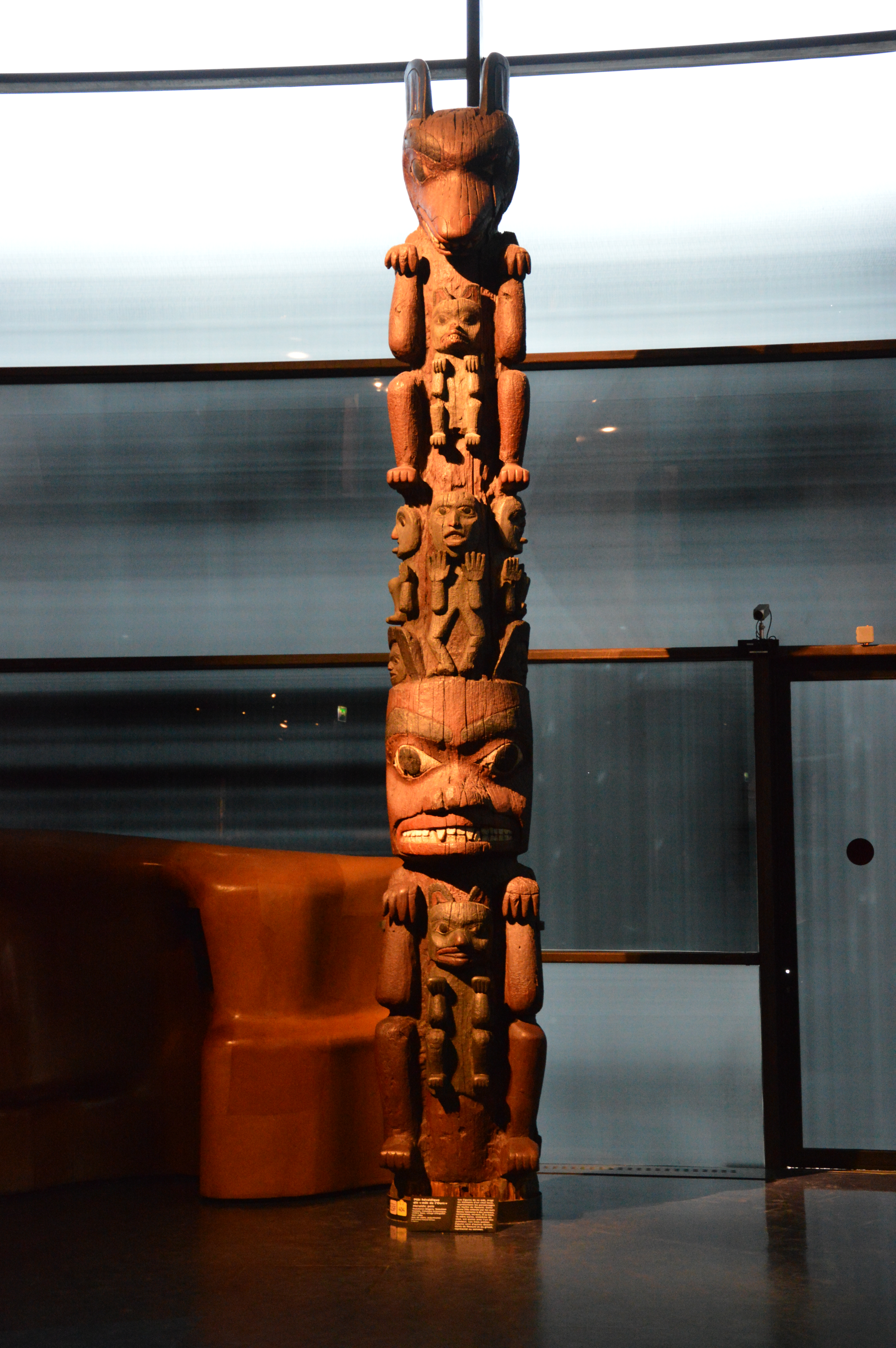
Một cột buồm huy hiệu, hoặc cột totem, của người Nisga'a ở British Columbia, Canada (1890)
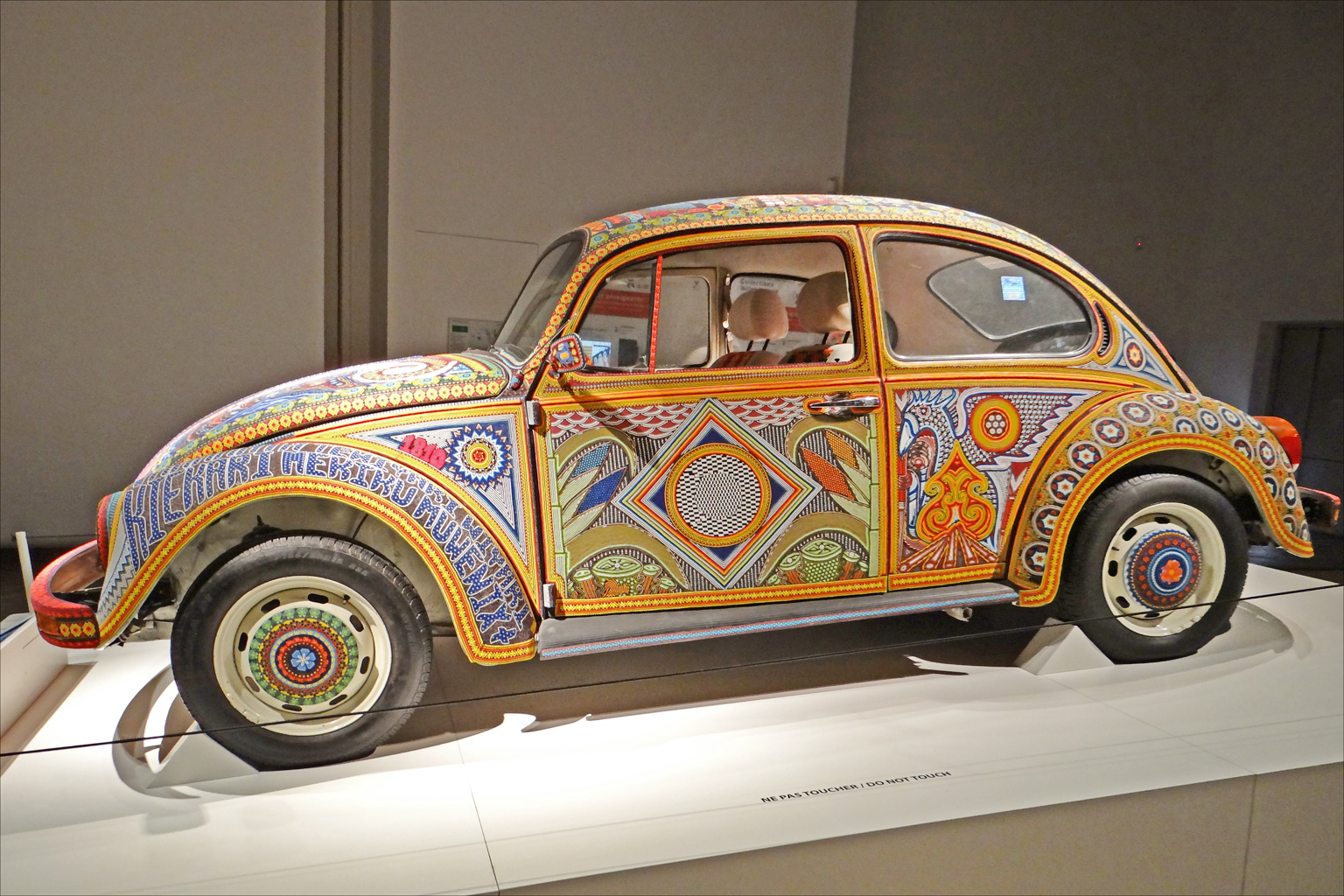
Xe được trang trí từ Mexico (thế kỷ 20)

### Bộ sưu tập Châu Đại Dương

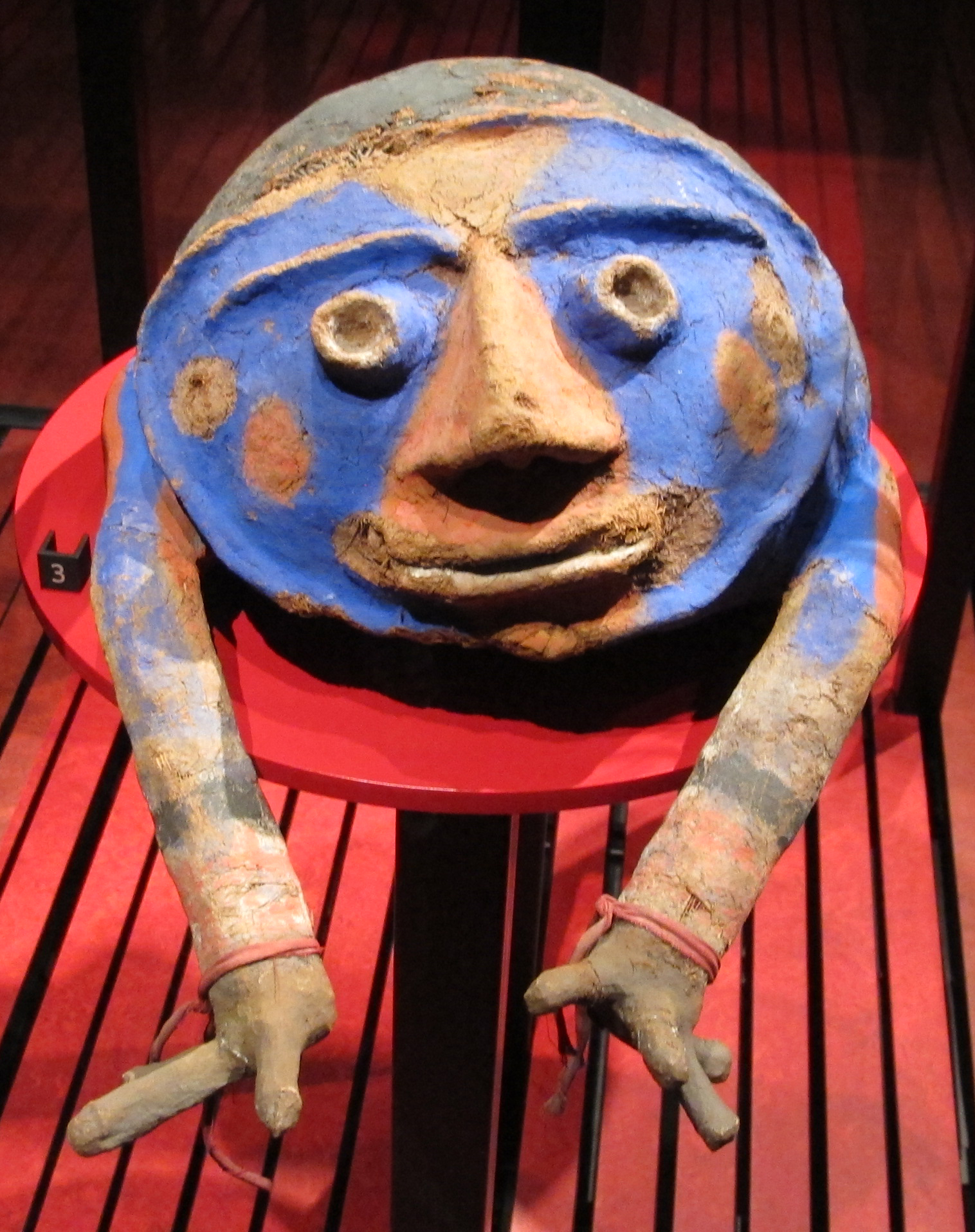
Một chiếc mặt nạ từ Vanuatu, từ phía nam của đảo Malekula. (Thế kỷ 20)
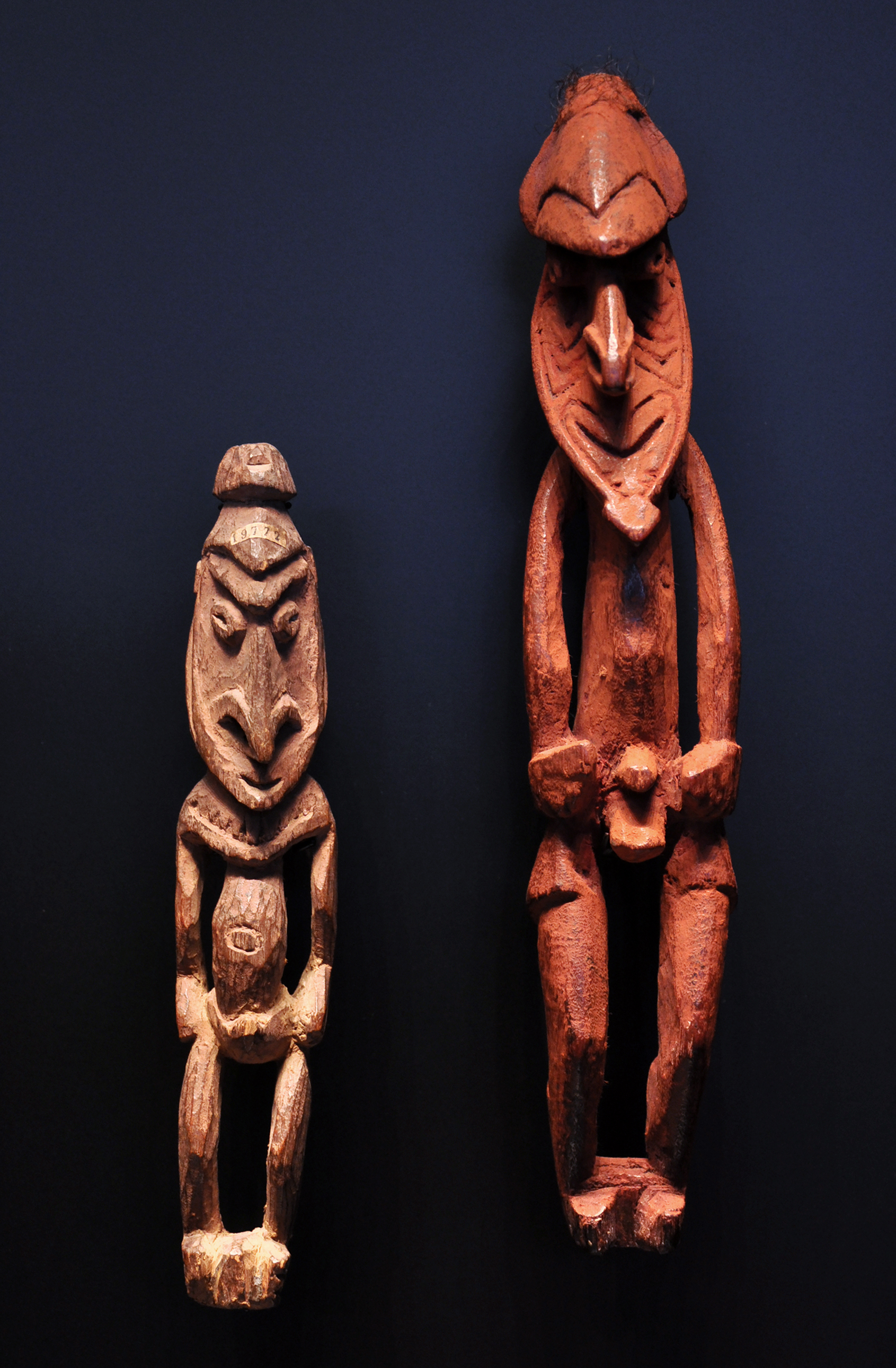
Các bức tượng nhỏ bằng gỗ được chạm khắc từ Papua New Guinea (thế kỷ 20)
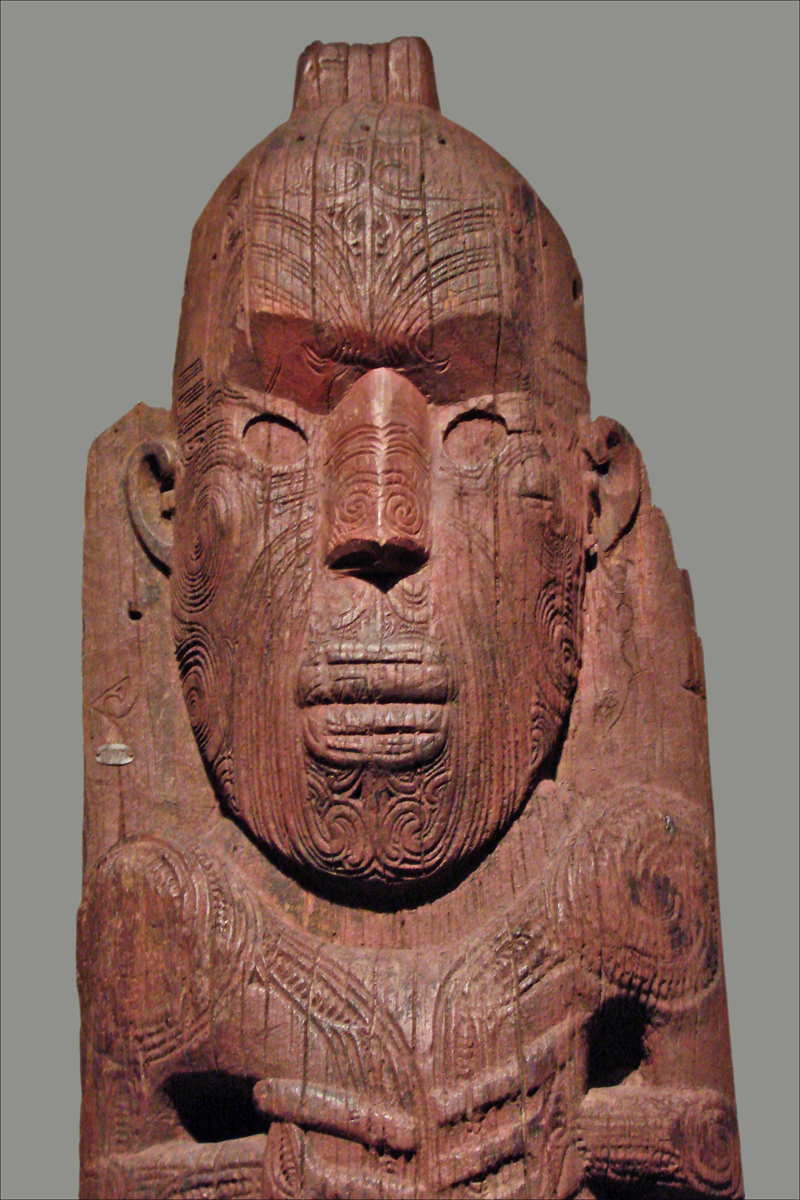
Tác phẩm điêu khắc của người Māori từ New Zealand (1850)
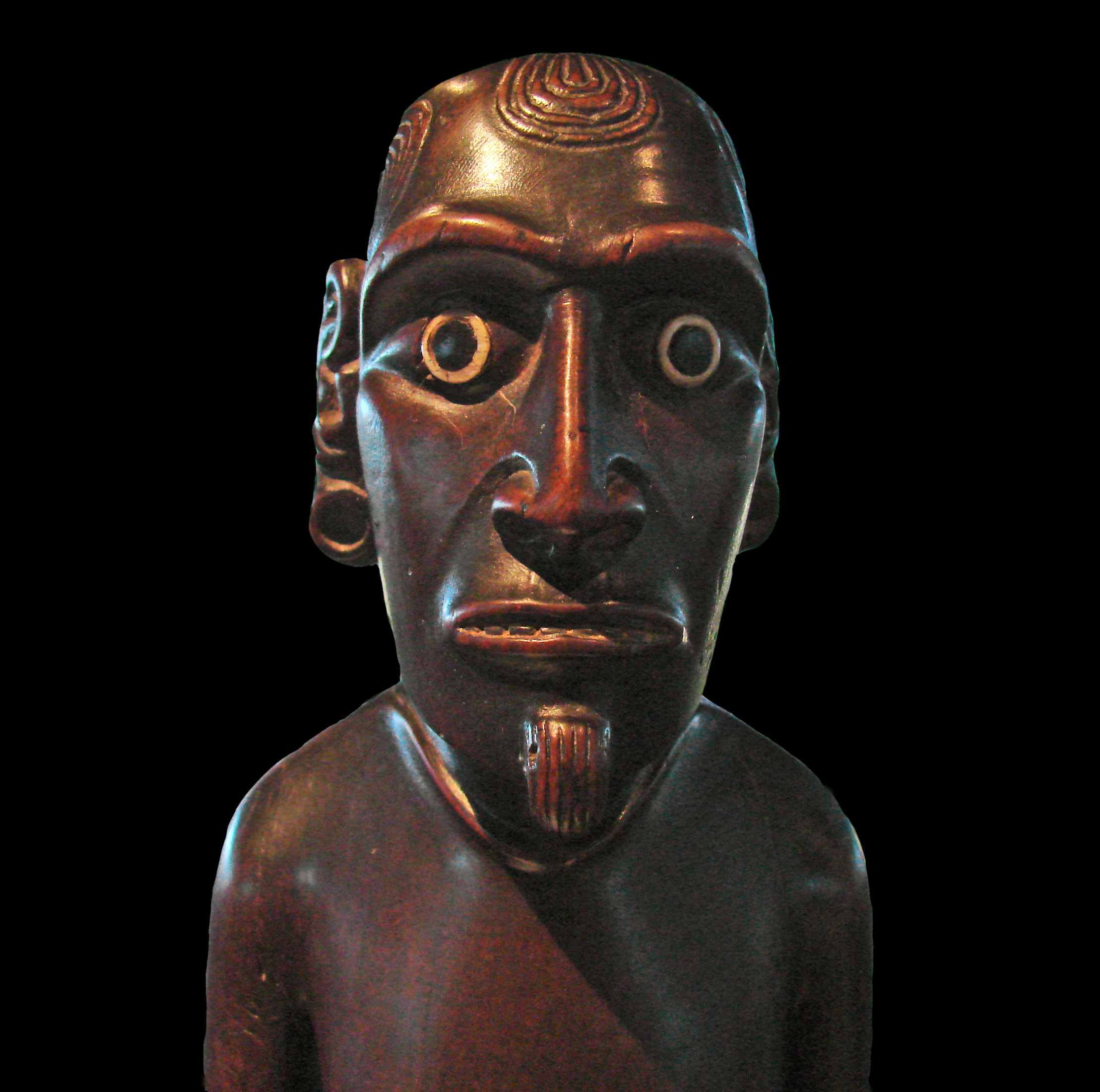
Tượng từ Polynesia (1760-1860).

## Kiến trúc
Tổng thể công trình rộng 40.600 m² chia làm bốn tòa nhà:
- Tòa nhà bảo tàng dài 200 mét. Nhiều phòng được xây nhô ra bên như các chiếc hộp. Ngoài ra còn một phòng nghe nhạc, một phòng đọc, không gian triển lãm, nhà hàng cùng một vài phòng học.
- Tòa nhà Université gồm một cửa hàng sách, các văn phòng và xưởng nghệ thuật.
- Tòa nhà Branly dành cho hành chính, cao năm tầng.
- Tòa nhà mái tre bảo quản các hiện vật.

Dãy nhà chính như một chiếc cầu, nằm trên các cột chống nặng 3.200 tấn với 500.000 bu lông. Tòa nhà năm tầng được che bởi bức tường có dây leo rộng 800 m². Khu vườn của bảo tàng rộng 17.500 m² được nghệ sĩ vườn Gilles Clément thiết kế với các quả đồi bé, lối đi lát đá. Tổng cộng giá thành xây dựng Bảo tàng Quai Branly là 233 triệu euro.

## Thư viện

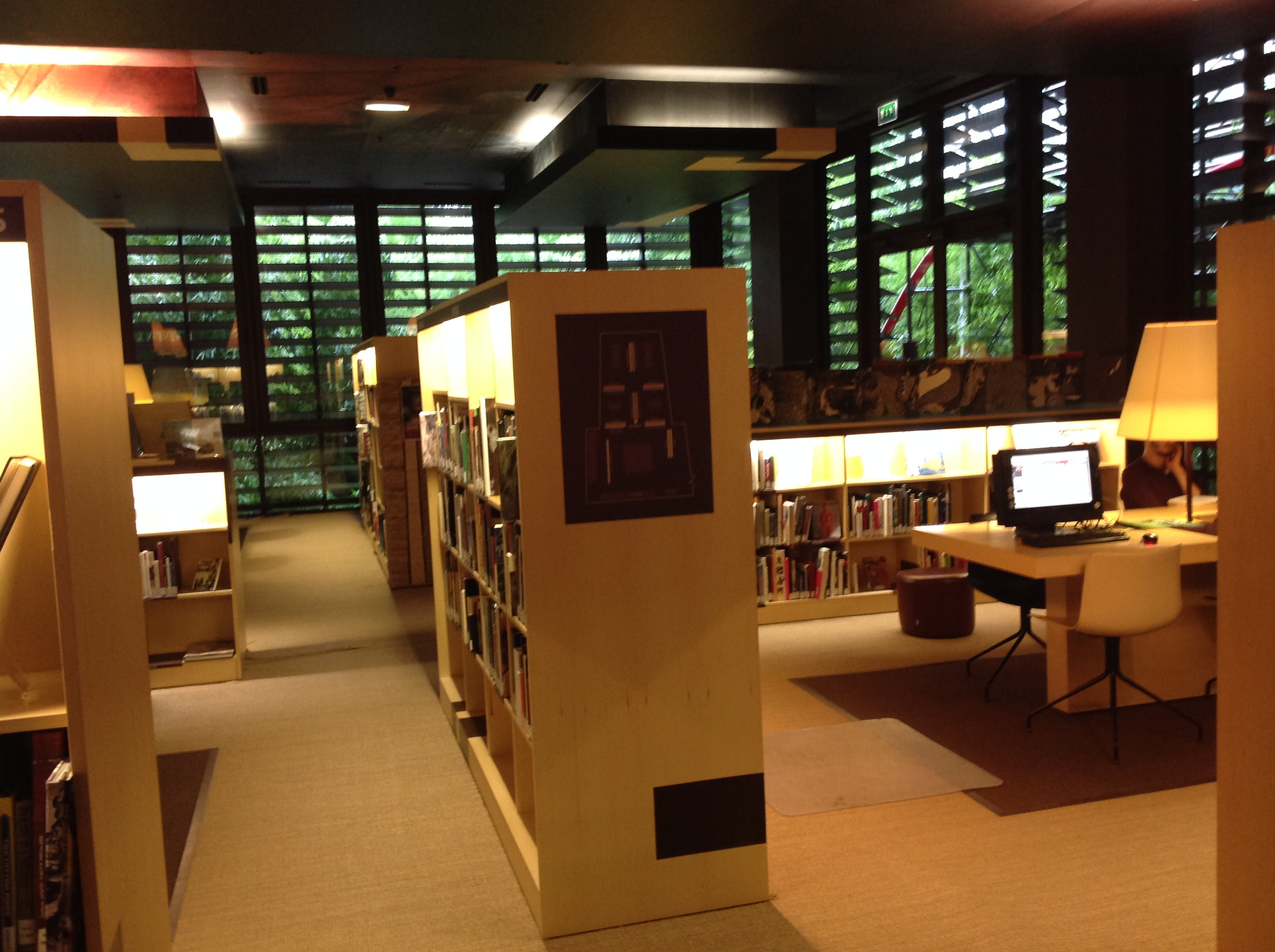
Thư viện Musée du quai Branly hướng ra khu vườn

Bảo tàng có một thư viện với 3 phòng chính:
* bộ sưu tập sách, với 2 phòng đọc — phòng đọc nghiên cứu ở tầng trên cùng và phòng đọc bình dân ở tầng trệt
* bộ sưu tập hình ảnh với các bức ảnh và bản vẽ
* bộ sưu tập lưu trữ
Nhiều tạp chí khoa học chuyên ngành, cơ sở dữ liệu, tài liệu, đồ vật trực quan hoặc nghe nhìn có thể được truy cập trực tuyến. Hơn nữa, thư viện còn lưu giữ các bộ sưu tập của các nhà dân tộc học quan trọng, bao gồm Georges Condominas, Françoise Girard và Nesterenko, cũng như của nhà sưu tập nghệ thuật Jacques Kerchache.